# Philharmonics
| Recensione      | Giudizio |
| --------------- | -------- |
| Ondarock        | 7.5      |
| AllMusic        | 4/5      |
| The Independent | 4/5      |

Philharmonics è il primo album discografico della cantautrice danese Agnes Obel, pubblicato nel 2010.

## Il disco
Il disco, come affermato dall'artista, è ispirato principalmente alla figura e alla musica di Erik Satie.
Contiene tre brani che sono stati estratti come singoli, ossia Riverside, Just So e Brother Sparrow. I primi due sono stati pubblicati nell'ottobre 2010, mentre il terzo nel 2011.
L'album ha raggiunto le prime posizioni delle classifiche di vendita di diversi Paesi europei.

## Tracce
Musica e testi di Agnes Obel, tranne dove indicato.
1. Falling, Catching – 1:33
2. Riverside – 3:48
3. Brother Sparrow – 3:58
4. Just So – 3:35
5. Beast – 3:50
6. Louretta – 2:06
7. Avenue – 4:07
8. Philharmonics – 3:33
9. Close Watch (John Cale) – 4:00
10. Wallflower – 2:26
11. Over the Hill – 2:48
12. On Powdered Ground – 4:07

## Classifiche
| Classifica (2010–11) | Posizione raggiunta |
| -------------------- | ------------------- |
| Belgio (Fiandre)     | 5                   |
| Belgio (Vallonia)    | 1                   |
| Danimarca            | 1                   |
| Olanda               | 8                   |
| Francia              | 8                   |